# レンズ豆のスープ
レンズ豆のスープ（レンズまめのスープ、Lentil soup）は、レンズ豆を主原料として作ったスープである。ベジタリアン用にも、肉を入れて作ることもできる。また、レンズ豆は茶色、赤色、黄色、緑色、黒色のものを殻付きのままでも殻を取っても使うことができる。殻を取った黄色または赤色のレンズ豆を用いると、調理中に煮崩れて濃厚なスープとなる。ヨーロッパ、ラテンアメリカ、中東で常食されている。

## 歴史
レンズ豆は、ギリシャのフランキティ洞窟の旧石器時代と中石器時代の層（紀元前9500年 - 紀元前13000年）、シリアのムレイベットとテル・アブ・フレイラの中石器時代末期、エリコ地域の紀元前8000年に遡る遺跡で発掘された。アリストパネスは、これを「最も甘い珍味」と称した。また、紀元前2400年に遡るテーベのネクロポリスの王族の墓でもレンズ豆が見つかっている。1世紀に編纂されたローマの料理本『アピキウス』には、レンズ豆とクリのスープのレシピが掲載されている。
聖書の創世記25:30-34にもレンズ豆のスープが言及されており、エサウが、兄のヤコブが作る良い香りの赤レンズ豆のスープのために、長子相続を放棄する覚悟をする場面が描かれている。ユダヤ教の伝統では、レンズ豆のスープは服喪の期間に提供される。レンズ豆の丸い形が、完全な人生の円環を表しているとされる。

## 種類

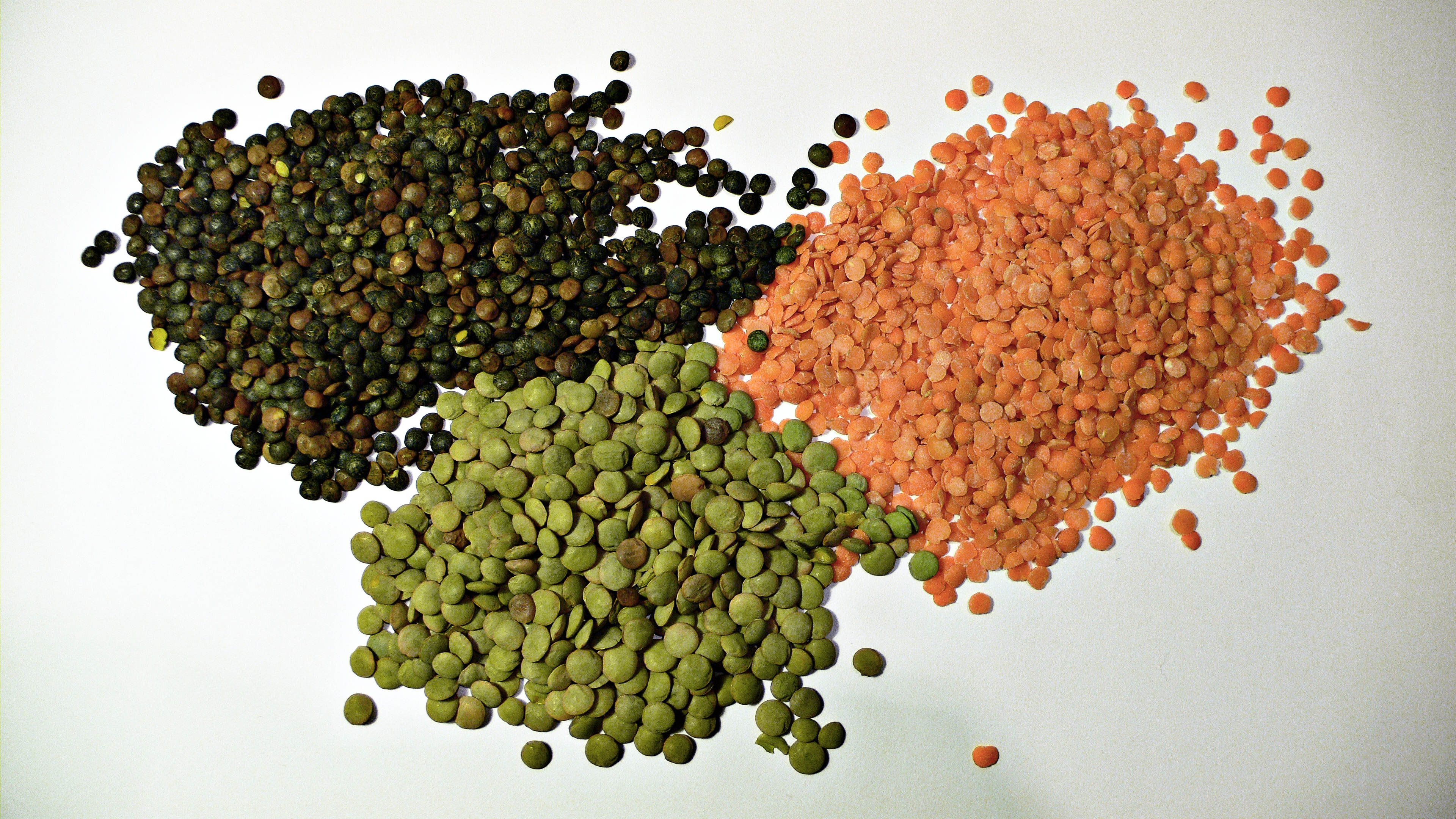
レンズ豆のスープに用いられる様々な種類のレンズ豆

レンズ豆のスープには、ニンジン、ジャガイモ、セロリ、パセリ、トマト、カボチャ、熟したプランテン、タマネギ等の野菜が使われる。味付けには、ニンニク、ベイリーフ、クミン、オリーブ油、酢等が用いられる。クルトンや刻んだハーブ、バター、オリーブ油、クリーム、ヨーグルト等をトッピングすることもある。インドのレンズ豆のスープには、様々なスパイスが用いられる。イラク料理やレバノン料理では、ウコンやクミンで味付けし、sha'iriyyaと呼ばれるトーストした薄いヴェルミチェッリをトッピングし、レモンを添えて提供する。中東では、レモン果汁を加えることで刺激的な酸味を加える。エジプトや中東全域では、提供前に全体をピュレにし、伝統的に冬に食べられる。
Lentil soups
- ブルグルと赤レンズ豆を用いたトルコの「花嫁のスープ」（エゾゲリンスープ）
- 緑と赤のレンズ豆を用いたスープ
- ブラッドソーセージを用いたドイツのレンズ豆のスープ

## 栄養価
レンズ豆のスープには、高い栄養価が含まれると考えられており、特にタンパク質、食物繊維、鉄、カリウムの良い摂取源である。